# ترامپولین (اسباب)

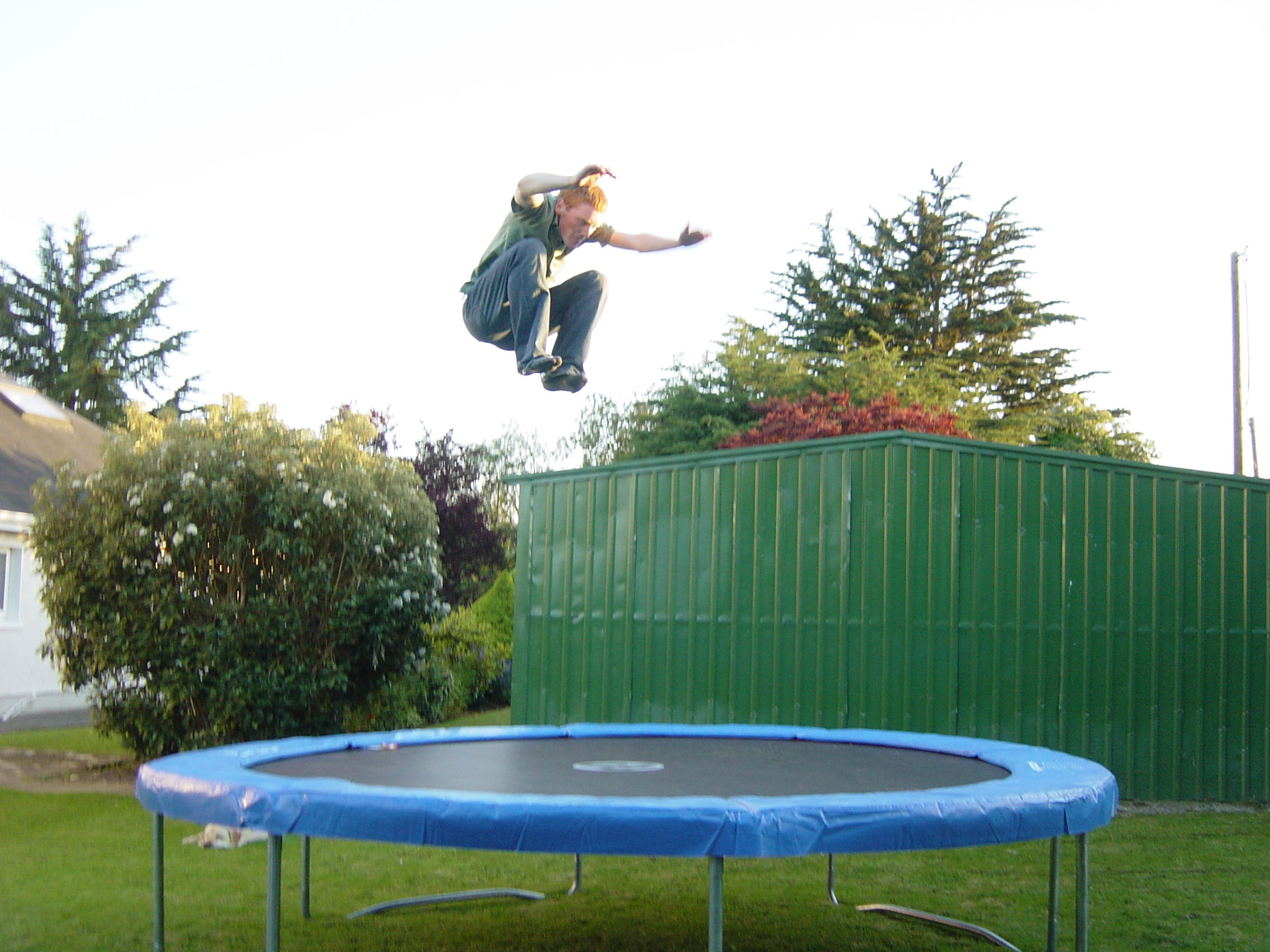
اوج پرش یک جوان بر روی یک ترامپولین خانگی.

جَستانه یا ترامپولین (به انگلیسی: Trampoline) یکی از وسایل تمرینی ژیمناستیک می‌باشد و شامل پارچهٔ ضخیم و محکمی است که به وسیلهٔ تعدادی فنر از چهار طرف بر یک چارچوب فلزی بسته شده‌است.
ترامپولین وسیله‌ای است دارای صفحه‌ای پارچه‌ای و محکم که در ارتفاع تقریباً ۱ متری با تعدادی فنر به چهارچوب فلزی پایه‌داری با قطر تقریبی ۵ متر متصل است و جست‌ورز با پرش بر روی آن حرکات ورزشی ـ نمایشی خود را انجام می‌دهد.
نوع کوچک‌تر این وسیله جستانک (minitrampoline) نام دارد که جَستانه ای است با قطر کمتر از ۱ متر و ارتفاع ۳۰ سانتی‌متر از سطح زمین که معمولاً در فضاهای بسته و برای تمرینات آمادگی جسمانی از آن استفاده می‌کنند.
رشته ورزشی که در آن حرکات ورزشی ـ نمایشی با پرش بر روی جستانه اجرا می‌شود جَست‌ورزی نامیده می‌شود. که در هر ساعت حدود۱۰۰۰کیلو کالری مصرف می‌کند و برای لاغریعالی است
ترامپولین در انواع خانگی و آپارتمانی ساخته می‌شود که بسته به وزن و سن کاربر دارای تنوع بسیار است.
ترامپولین باغی همواره با تور محافظ ساخته می‌شود چرا که پرش بسیار بلندتری نسبت به مدل‌های آپارتمانی دارد و امنیت کاربر بسیار مهم است.